# کاپینامارنگی
کاپینگامارانگی یک آب‌سنگ حلقوی و منطقه شهرداری در ایالت پوناپی، ایالات فدرال میکرونزی است. این آب‌سنگ حلقوی، جنوبی‌ترین آبخوست در جزایر کارولین و ایاات فدرال میکرونزی است. این آب‌سنگ حلقوی در فاصله ۳۰۰ کیلومتر (۱۹۰ مایل) از جنوبی‌ترین آب‌سنگ حلقوی دیگر (نوکوئورو) و ۷۴۰ کیلومتر (۴۶۰ مایل) جنوب باختر آبخوست اصلی ایالت پوناپی قرار دارد و یک آب‌سنگ حلقویِ دور افتاده است.
مساحت کل آن به همراه تالاب داخلی، ۷۴ کیلومتر مربع (۲۹ مایل مربع) است. به غیر از این، مساحت خشکی آن ۱٫۱ کیلومتر مربع (۰٫۴۲ مایل مربع) است که از ۳۳ آبخوست کوچک پر درخت در بخش خاوری آب‌سنگ حلقوی تشکیل شده است. در سه آبخوست مجموعاً ۵۰۰ نفر زندگی می‌کنند. درهنگام مد دریا، لبه باختری آب‌سنگ تقریباً به زیر آب می‌رود.

## جمعیت
در سال ۲۰۰۷ جمعیت آب‌سنگ حلقوی کاپینگامارانگی ۵۰۰ نفر بود. چند صد نفر از مردم کاپینگامارانگی در دهکده پراکید در پوناپی زندگی می‌کنند. بیشترین منبع درآمد آنها از راه ماهی‌گیری است. این مردم به زبان پلی‌نزی صحبت می‌کنند.
آبخوست توهو پایتخت منطقه شهرداری کاپینگامارانگی است. این آبخوست با بلندای ۸۹۰ میلیمتر (۳۵ اینچ) به وسیله یک گذرگاه در شمال خود به آبخوست ولوآ (با نام دیگر «اِرو») وصل است. بسیاری از ساکنان در این دو آبخوست کوچک و آبخوست تارینگا (جنوب توهو) زندگی می‌کنند. از دیگر آبخوست‌ها برای کشت میوه و سبزی استفاده می‌شود.

## تاریخچه
نخستین اروپایی وارد شده به آب‌سنگ حلقوی کاپینگامارانگی، یک کاشف اسپانیایی به نام «هرناندو د گریالوا» در ۱۵۳۷ پس از میلاد بود. او نام این آبخوست را «لُس پِسکادُرِس» نامید. که به معنی "آبخوست ماهی‌گیران" در زبان اسپانیایی است (با پنگهو اشتباه نشود). همزمان «آنتونیو گالوو» فرماندار شهر ترنیت در کتاب خود پیمان دو کشف چاپ سال ۱۵۶۳ به این آبخوست اشاره کرده است.
در سده ۱۹ (میلادی)، بریتانیایی‌ها آنرا «گرینویچ و پاکرام» و فرانسوی‌ها آنرا «کنستانتین» نامیدند.
در هنگام جنگ جهانی دوم این آبخوست توسط نیروهای امپراتوری استعماری ژاپن اشغال شد. اما چند بمب‌افکن راهبردی نیروی دریایی ایالات متحده آمریکا آنها را بمباران کردند. ویرانه‌های دو کشتی همچنان باقی مانده‌اند.

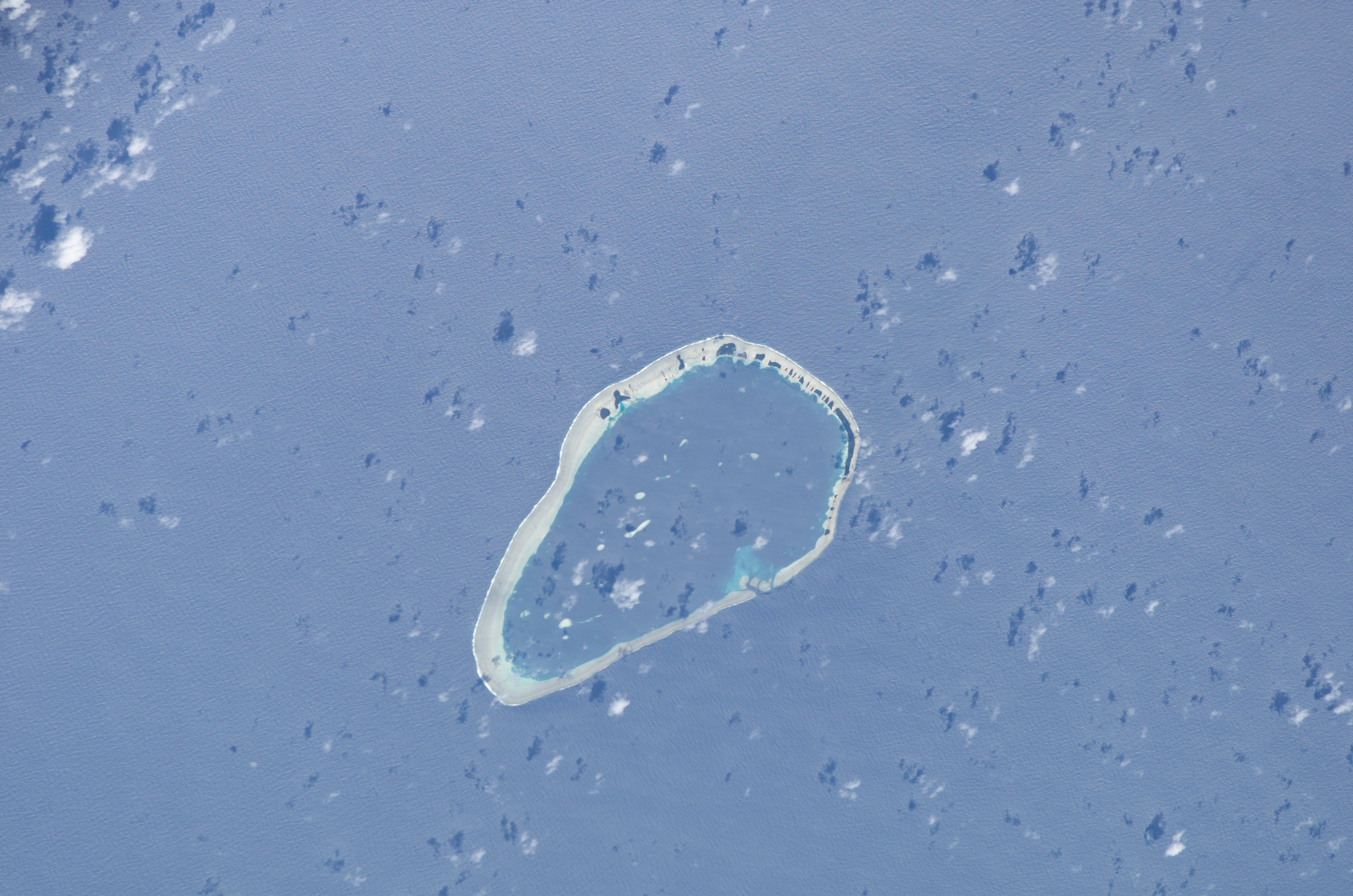
آب‌سنگ حلقوی کاپینامارنگی از دید ایستگاه فضایی بین‌المللی

## ادعای مالکیت اسپانیا
در ۱۸۸۵ در هنگام نزاع بین امپراتوری استعماری آلمان و اسپانیا بر سر جزایر کارولین، با دستور پاپ لئون سیزدهم، گروهی کاردینال، مالکیت اسپانیا بر جزایر کارولین و پالائو را به عنوان بخشی از هند شرقی اسپانیا بررسی کرده و در ۱۷ دسامبر آن سال تایید کردند. بند ۲ تاییدیه، محدوده قلمرو اسپانیا را میکرونزی جنوبی تعیین می‌کند که بین عرض جغرافیایی استوا و مدار ۱۱ درجه شمالی و طول جغرافیایی ۱۳۳ و ۱۶۴ درجه شرقی قرار می‌گیرد. در ۱۸۹۹ اسپانیا در جنگ آمریکا و اسپانیا شکست خورد و جزایر ماریانا، کارولین و پالائو را به آلمان فروخت. اگرچه پژوهش‌گر شورای پژوهش ملی اسپانیا «امیلیو پاستور سانتوس» در سال ۱۹۴۸ ادعا کرد که بر پایه اسناد تاریخی، مانند نمودارها و نقشه‌های آن زمان، کاپینگامارانگی و برخی آبخوست‌های دیگر، هیچگاه بخشی از جزایر کارولین نبوده‌اند. بنابراین مالکیت کاپینگامارانگی و دیگر آبخوست‌ها به آلمان منتقل نشده‌اند. همچنین هیچ سند دیگری برای ترک اسپانیا از این ابخوست‌ها وجود ندارد. بنابراین این آبخوست باید در مالکیت اسپانیا باشد.
«پاستور سانتوس» رساله خود را در ۱۹۴۸ به دولت اسپانیا داد. در ۱۲ ژانویه ۱۹۴۹ در شورای وزیران اسپانیا، وزیر امور خارجه اسپانیا اعلام کرد که این موضوع گام نخست آگاهی مردمی را گذرانده است. کابینه اطلاعات دیپلماتیک وزیر امور خارجه اسپانیا اعلام کرد که:
وزیر امور خارجه اسپانیا، به دلیل نگاه مردم و دیدگاه‌های آنان در مطبوعات، درخواست مالکیت کاپینگامارانگی را به اطلاع شورای وزیران رساند. این وزارت‌خانه تایید می‌کند که بر پایه بند ۳ پیمان ۱ ژوئیه ۱۸۹۹ برخی حقایق و واقعیات تاریخی، به غیر از سرزمین‌هایی که در ۱۸۹۹ واگذار شده‌اند، اسپانیا حقوق خود بر میکرونزی و دیگر چیزها در آن منطقه را به رسمیت می‌شناسد.
اما تا کنون هیچیک از دولت‌های اسپانیا تلاشی برای این موضوع نکرده و این داستان به صورت یک کنجکاوی تاریخی درباره کاپینگامارانگی در آمده است.